# 永井麻央

モデル
| モデル名 = 永井 麻央
| ふりがな = ながい まお
| 画像ファイル = Mao Nagai, Tecmo Koei promotional model at Tokyo Game Show 20090926.jpg
| 画像コメント = 2009年9月26日、東京ゲームショウ
| 別名義 = 
| 愛称 = まおてぃん、まおまお、むねお
| 生年 = 1991
| 生月 = 10
| 生日 = 19
| 没年 = 
| 没月 = 
| 没日 = 
| 出身地 =  日本・青森県
| 死没地 = 
| 血液型 = A型
| 瞳の色 = 
| 毛髪の色 = 
| 時点 = 2009年
| 身長 = 169
| 体重 = 
| バスト = 80
| ウエスト = 59
| ヒップ = 85
| カップ = 
| 股下 = 
| 靴 = 24.5
| 身体備考 = 
| デビュー = 2008年
| ジャンル = タレント、モデル
| モデル内容 = 一般、水着
| 活動備考 = 2009年：SUPER GTイメージガール「angelic」
2011年：東京オートサロンイメージガール「A-class」
2014年：現事務所移籍
2016年：ROZE
| 他の活動 = レースクイーン
| 事務所 = アークプロダクション
| その他 = 
}}
永井 麻央（ながい まお、1991年10月19日 - ）は、青森県出身のモデル・タレント・歌手である。芸能活動の拠点は日本と韓国。アークプロダクション所属。

## 略歴
- 小さい頃から芸能界に興味を持ち、16歳で単身上京。2008年5月、渋谷でのスカウトを機にプラチナムプロダクションに所属。同年、東京ヤクルトスワローズのパフォーマーユニット「DDS」（後にSwallows Wingsと改称）に参加。但しサポートメンバー扱いだったため、球団の公式HP内にあったDDSのページにはプロフィールが掲載されていなかった。
- 2009年3月、SUPER GTイメージガールに選出。実はる那、鈴木咲、花木衣世（現：吉見衣世）と共に“angelic”（アンジェリック）として活動する。同年9月24日～27日に開催された東京ゲームショウでは、鈴木と共にコーエーテクモブースのコンパニオンとして参加した。
- 2010年、同じ事務所の宇井小百合、村上まりな、セントラルジャパン所属の長谷川ゆりやと共にSUPER GT“2010 ARTA GALS”として活動。同年9月の東京ゲームショウでは、2年連続でコーエーテクモブースに参加している。
- 2010年9月1日、同じ事務所の沢口けいこと共に東京オートサロンイメージガール“A-class”の2011年度メンバーに選ばれる。
- 2011年4月、所属していたプラチナムプロダクションを退所し、キックスに移籍。同年9月1日創刊のファッション雑誌『KATY』（トランスメディア）の専属モデルに就任するも、程なくして休刊。
- 2013年、ファッション雑誌『Majesty JAPAN』にレギュラーモデルとして出演。同年8月には『ViVi』（講談社）の専属モデルオーディションに応募するが、受賞は果たせなかった[1]。
- 2014年ファッション雑誌『BLENDA』レギュラーモデル。
- 2014年よりアークプロダクションと契約。
- 2015年韓国のファッションビューティ番組『美女大作戦』（Channel W）では日本の美容を紹介する日本人モデルとして出演。
- 2015年バンダイ クレアボーテ ミラクルロマンス リキッドアイライナー PVにて美少女戦士セーラームーンと共演。
- 2015年フィギアスケート羽生結弦選手とロッテキシリトールホワイトのテレビCMで共演。
- 2016年韓国の大手化粧品メーカーARITAUMの専属モデルとして契約をスタート。日本人モデルとしては異例の３年連続専属起用に。
- 2016年音楽アーティストROZEのメンバーとしてCDデビュー（徳間ジャパン・コミュニケーションズ）
- 2016年花王BIOREのWEB動画が、中国・台湾・香港・シンガポール・タイ・ベトナム・マレーシア・インドネシア・ロシア 全9カ国にて配信される。
- 2016年グロリアブライダル 広告イメージモデル。
- 2018年韓国 テレビ XTVN 恋愛バラエティ番組『恋も通訳できますか？』（2018/2/12〜毎週月曜日 1クール放送）
- 2018年韓国 LGエレクトロニクス『LG Pra.L』テレビCMに韓国人気女優イ・ナヨンと共演。
- 2019年韓国 CJ ENM系列『Olive TV』チャンネル広告に出演。
- 2019年テレビ東京『プレミアMelodix!』にROZEとして初の歌番組に歌唱出演。同年、全国ツアー（東京・名古屋・大阪・福岡）を開催。
- 2019年タイ Preme Nobuk『UV Whitening』テレビCMに出演。
- 2020年TARGET PRO by watsonsの動画広告に出演し、中国本土、香港、マカオ、台湾、インドネシア、マレーシア、フィリピン、シンガポール、タイ、ベトナムのアジア10都市にて展開される。
- 2020年韓国 化粧品『Shionle』専属モデルに決まる。

## 人物
- 趣味は買い物、特技はダンス。好きな色は黄色。
- 小学生の時に雑誌「ピチレモン」に出たことがある。
- ガールズダンス＆ヴォーカルグループROZEのメンバーとしてアーティスト活動も行なっている。
- デュオ まおにゃんのボーカルとして2019年「あの日の中で」を音楽配信。

## 作品

### CD
- SUPER EUROBEAT presents SUPER GT 2009～FIRST ROUND～（avex trax・2009年4月29日発売） 曲名『BABY DON'T CRY』
- SUPER EUROBEAT presents SUPER GT ～ANNIVERSARY Vagi～（avex trax・2009年8月5日発売） 曲名『WINGS OF FIRE』
- TOKYO AUTOSALON 2010 presents EVOLUTION #06 （avex trax・2009年12月16日発売） 曲名『BABY GET MY FIRE TONITE』
- TOKYO AUTOSALON presents EVOLUTION #07 （avex trax・2010年12月1日発売） 曲名『ETERNAL JOURNEY』
- ROZE / PIPIPAL（arck production・2016年5月28日発売）フジテレビ系『ミューサタ』MORE PUSH
- ROZE / buh-bye（arck production・2017年6月14日発売）テレビ東京系『勇者ああああ』エンディングテーマ
- ROZE / Smile again（クラウン徳間ミュージック・2017年12月13日発売）TBS系『谷原章介の25時ごはん』エンディングテーマ
- ROZE / Flower（クラウン徳間ミュージック・2018年9月19日発売）TBS系『イベントGO!』エンディングテーマ
- ROZE / ZERO（アルバム・クラウン徳間ミュージック・2019年2月27日発売）Paradise : TBS系『有田ジェネレーション』エンディングテーマ
- ROZE / Valencia（徳間ジャパンコミュニケーションズ・2019年9月11日発売）テレビ東京系『プレミアMelodix!』エンディングテーマ

## 出演

### 韓国テレビ
- テレビ XTVN 恋愛バラエティ番組『恋も通訳できますか？』（2018年2月- 1クール）
- チャンネルW『美女大作戦』（2015年4月 - ）

### テレビ
- 受験のシンデレラ（2016年7月、NHK BSプレミアム）
- ハチワンダイバー（2008年6月、フジテレビ系）
- 全力坂（2008年、テレビ朝日）
- ハッピーミックス（2008年8月、日本テレビ）